# ¡Vaya fauna!
¡Vaya fauna! fue un programa de televisión presentado por Christian Gálvez y emitido en Telecinco desde el 1 de julio de 2015 y hasta el 5 de agosto de 2015. Se trataba de un talent show en el que concursan diferentes animales y sus dueños. Los animales, obedeciendo órdenes de sus propietarios, muestran una habilidad o destreza en la que hayan sido adiestrados. El premio final consiste en 25.000 euros. El programa está basado en el formato sueco Eei Eei Ooh.

## Polémica sobre el maltrato animal
Tras el conocimiento del estreno en Telecinco del programa ¡Vaya fauna!, presentado por Christian Gálvez, numerosas asociaciones animalistas criticaron el formato del espacio, al mostrar a animales de especies no domesticadas que recibieron un adiestramiento por parte de sus cuidadores basado en el maltrato físico. Tras el estreno del programa, el 1 de julio de 2015, a los comentarios de las asociaciones se unieron de forma masiva los de televidentes e internautas, y se organizaron varias recogidas de firmas en la plataforma Change.org para pedir su retirada. Igualmente, dichas asociaciones planean promover un boicot de anunciantes a Mediaset y una demanda judicial.
El presentador de programas sobre naturaleza Frank Cuesta publicó el 3 de julio un video en YouTube titulado «Mensaje para Christian Gálvez», que se volvió viral y superó el millón doscientas mil visitas en unos tres días. En él, Cuesta apoyaba la postura de estas asociaciones, mostrando cómo diferentes crías de animales salvajes eran separadas de sus madres y las técnicas de adiestramiento usadas con ellos, basadas en el maltrato físico. Aunque Frank no culpaba a ¡Vaya fauna! de estas vejaciones, sí consideraba que el programa promovía el maltrato animal, argumentando que se nutría de la exhibición de las habilidades adquiridas mediante dichas técnicas por animales salvajes y mostraba a los cuidadores de estos como «héroes», en referencia a la aparición en el primer programa de un oso pardo llamado Tima, cuya situación ya había sido denunciada por varias protectoras.
 Igualmente, Frank consideraba que Christian Gálvez y otros miembros del equipo podrían desconocer o no haber sido comunicados de las técnicas de adiestramiento de los animales salvajes, por lo que pedía a la gente implicada en el programa y especialmente a Christian, apelando a su responsabilidad como persona mediática, que se manifestaran públicamente en contra del formato, para así hacer visible su rechazo al maltrato animal. Tras el video y el resto de críticas, tanto Mediaset como Christian Gálvez se han seguido manifestando a favor del formato del programa.

## Audiencias
| Temporada | Temporada | Episodios | Estreno            | Final               | Audiencia media | Audiencia media | Audiencia media |
| Temporada | Temporada | Episodios | Estreno            | Final               | Espectadores    | Cuota           |                 |
| --------- | --------- | --------- | ------------------ | ------------------- | --------------- | --------------- | --------------- |
|           | 1         | 6         | 1 de julio de 2015 | 5 de agosto de 2015 | 1 885 000       | 13,8%           |                 |

### Temporada 1 (2015)
| No. Serie | No. Temp. | Título original               | Fecha de emisión    | Espectadores | Share |
| --------- | --------- | ----------------------------- | ------------------- | ------------ | ----- |
| 1         | 1         | «Las mascotas más talentosas» | 1 de julio de 2015  | 3 040 000    | 19,0% |
| 2         | 2         | «Mascotas muy especiales»     | 8 de julio de 2015  | 1 992 000    | 14,2% |
| 3         | 3         | «Mucho más que mascotas»      | 15 de julio de 2015 | 1 634 000    | 12,1% |
| 4         | 4         | «Mascotas y más mascotas»     | 22 de julio de 2015 | 1 558 000    | 12,2% |
| 5         | 5         | «Las mascotas más raras»      | 29 de julio de 2015 | 1 585 000    | 12,6% |
| 6         | 6         | «Una final llena de mascotas» | 5 de agosto de 2015 | 1 499 000    | 12,4% |